# Голяков Іван Терентійович
Іван Терентійович Голяков (6 липня 1888, село Пєшково Дмитровського повіту Московської губернії, тепер Дмитровського міського округу Московської області, Російська Федерація — 18 березня 1961, Москва, Російська Федерація) — радянський діяч, прокурор Російської РФСР, голова Верховного Суду СРСР. Професор (1940). Депутат Верховної ради РРФСР 1-го скликання. Депутат Верховної Ради СРСР 2-го скликання.

## Біографія
Народився в селянській родині. З листопада 1909 до квітня 1913 року служив рядовим Кексгольмського полку російської імператорської армії у Варшаві. У 1914—1918 роках — на фронтах Першої світової війни, служив рядовим і молодшим унтер-офіцером. Після Лютневої революції у квітні 1917 року увійшов до складу армійської ради солдатських депутатів.
У березні 1918 року повернувся до рідного села. Деякий час був завідувачем сільпо в Пєшково.
Член РКП(б) з 1918 року.
У 1918 році створив партійний осередок в селі Пєшково, був обраний його секретарем. Потім працюав головою виконавчого комітету Обольянівської волосної ради Московської губернії.
З травня 1919 року — доброволець Червоної армії. Брав участь у Громадянській війні: служив червоноармійцем, потім політпрацівником 9-ї армії Південно-Східного фронту, військовим комісаром 1-ї Кавказької Червоної Дикої кавалерійської дивізії.
У 1919—1925 роках — голова Революційного військового трибуналу 14-ї стрілецької дивізії 9-ї армії, Донської області, член колегії військового трибуналу Північно-Кавказького військового округу.
У 1925 році без відриву від служби закінчив правове відділення факультету суспільних наук Північно-Кавказького університету в Ростові-на-Дону за спеціальністю «криміналістика». 
У 1925—1933 роках — заступник голови Революційного військового трибуналу Білоруського військового округу.
З березня 1931 року — член Військової колегії Верховного суду СРСР.
У 1931 році отримав атестат командира Червоної армії і одночасно закінчив курси удосконалення вищого начальницького складу РСЧА.
З 1932 до 1959 року працював у Всесоюзному інституті юридичних наук, спершу заступником директора з наукової частини, а у 1938—1947 роках — директором інституту.
31 січня — 14 квітня 1938 року — прокурор Російської РФСР.
17 серпня 1938 — 25 серпня 1948 року — голова Верховного Суду СРСР.
У серпні 1948 року за рішенням Політбюро ЦК ВКП(б) був звільнений з посади голови Верховного суду СРСР за недоліки у роботі, зокрема за «факти зловживань службовим становищем деякими членами Верховного суду СРСР та працівниками його апарату».
У 1949—1956 роках — директор Всесоюзного інституту юридичних наук. Був також лектором у Московському державному університеті, Московському юридичному та Всесоюзному юридичному заочному інститутах. Автор понад 70 наукових монографій.
З 1959 року — персональний пенсіонер союзного значення в Москві.
Помер 18 березня 1961 року в Москві. Похований на Новодівочому цвинтарі Москви.

## Нагороди
- два ордени Леніна (1944, 1945)
- орден Червоного Прапора
- орден Трудового Червоного Прапора
- медалі